# لوئیس فرانسا
لوئیس فرانسا (پرتغالی برزیلی: Luiz França؛ ۲ ژوئن ۱۹۱۰ –۱۹۸۲) جودوکار اهل برزیل و از بنیان‌گذاران اولیهٔ جوجیتسو برزیلی بود. وی از شاگردان سوشیهیرو ساتاکه، جیو اوموری و میتسویو مائدا بود و جودوی کودوکان را از آنها آموخت. (این ورزش پیش از ۱۹۲۵ به نام «کانو جوجیتسو» شناخته می‌شد).